# Live at the Olympia in Paris
Live at the Olympia in Paris é o segundo álbum ao vivo da cantora e atriz estadunidense Liza Minnelli, lançado em 1972. Trata-se de seu quarto e último lançamento de material inédito pela gravadora A&M Records e o segundo ao vivo em sua discografia, após o lançamento de Live at the London Palladium, de 1965. Lançado por obrigação contratual, estreou primeiro em outros países, devido a baixas expectativas nos EUA, mas o sucesso de Cabaret e Liza with a Z, motivou seu lançamento americano.
As gravações ocorreram em duas noites no prestigiado teatro Olympia, em Paris. Minnelli já havia se apresentado lá em 1966. O repertório misturava músicas contemporâneas e standards, similar ao que ela vinha apresentando nos últimos anos. O álbum foi produzido por Larry Marks e arranjado por Jack French, mas não inclui o show completo, pois várias faixas foram excluídas por questões comerciais. As faixas excluídas foram apagadas dos arquivos da gravadora. 

## Produção e gravação
As gravações ocorreram em duas noites no prestigiado teatro Olympia, em Paris, sendo essa a segunda vez que Minnelli se apresentava no local, após os shows de 1966, no Festival Internacional de Shows de Variedades. O repertório inclui canções semelhantes à do show que ela vinha apresentando nos últimos quatro anos; uma mistura de músicas contemporâneas da época e standards.
A maioria das canções vieram do concerto realizado em 11 de dezembro de 1969, mas algumas seleções foram substituídas pelas do concerto ocorrido 13 de dezembro. O álbum foi produzido e arranjado por Larry Marks; a orquestra foi dirigida por Jack French; o diretor de arte foi Roland Young; o fotógrafo foi Guy Webster; e a técnica de cor foi de Sandra Darnley.
O álbum não representa o show na íntegra. Haviam outras canções, incluindo uma versão em francês de "All I Need Is The Boy", a canção "Where Did You Learn To Dance?" e uma faixa instrumental mas a gravadora achou que não seria comercialmente viável lançar um álbum duplo com todas as canções do espetáculo. As faixas excluídas foram apagadas dos arquivos da gravadora.

## Lançamento
O lançamento ocorreu devido a obrigação contratual, encerrando seu período como contratada da A&M Records. A gravação ficou armazenada por um período considerável, antes de ser, enfim, submetida à divulgação; a França, a Austrália e o Japão receberam o disco antes dos Estados Unidos. A gravadora A&M, dotada de uma perspectiva que, à época, subestimava o potencial interesse do público, manteve-a à margem.
Na época do lançamento, a cantora obtivera dois êxitos notáveis, sua participação no musical cinematográfico Cabaret e seu especial de televisão nos EUA Liza with a Z. Tais trabalhos e o retorno que obtiveram do público, fizeram com que  a gravadora desejasse lançar, na mesma época, um último lançamento de Minnelli.
Live At The Olympia In Paris nunca foi lançado em CD nos Estados Unidos, mas teve brevemente uma edição no formato vendida no exterior. As canções e sua lista de faixas na ordem original (e a capa do álbum no encarte) foram incluídas como parte da coleção The Complete A&M Recordings, de 2008. A foto da capa foi utilizada no relançamento de The Liza Minnelli Foursider, intitulado A&M Gold Series. O relançamento incluí cinco faixas de Live At The Olympia In Paris.

## Recepção crítica
| Críticas profissionais | Críticas profissionais |
| Avaliações da crítica  | Avaliações da crítica  |
| Fonte                  | Avaliação              |
| ---------------------- | ---------------------- |
| AllMusic               | [ 7 ]                  |
| Billboard              | Favorável              |
| HiFi Stereo Review     | Desfavorável           |
| Record World           | Favorável              |
| High Fidelity          | Favorável              |

As resenhas dos críticos especializados em música foram, em maioria, favoráveis. O crítico da revista Billboard, escreveu que a performance eletrizante de Minnelli no show de Paris, conseguiu ser capturada na gravação do disco. Ele elegeu como os destaques do álbum as canções: "I Will Wait For You", "There Is A Time", "Nous On S'Aimera" e "Cabaret", que segundo ele finaliza um excelente concerto.
William Ruhlmann, do site AllMusic, avaliou com três estrelas e meia de cinco e escreveu que o repertório do álbum "é uma curiosa mistura de antigos standards pop e material pop/rock atual (...) costurado pelo próprio entusiasmo da cantora". Segundo ele, Minnelli é "tão vivaz e animada que simplesmente supera todas as contradições e até agrada a uma audiência que deve estar tão chocada quanto ela com seu sotaque francês".
Rex Reed, da revista HiFi Stereo Review, não ficou impressionado com a gravação. Segundo ele, o repertório estava desgastado e a voz da cantora também. Afirmou que o trabalho estava aquém de seu antecessor, gravado em estúdio e que a maioria das canções tem gravações melhores em álbuns anteriores. Por fim, encerrou a crítica dizendo: "Espero que este álbum sirva apenas para preencher a lacuna entre conquistas passadas e coisas melhores que virão. Caso contrário, Liza poderia muito bem seguir os passos de Marlene Dietrich, que inspirou uma das histórias favoritas de Judy Garland: "Ela insistiu que eu ouvisse seu novo álbum", disse Judy, piscando. "Foram dois lados perfeitamente gravados de aplausos!"

## Desempenho comercial
Comercialmente, o álbum falhou em aparecer na parada Billboard 200.

## Lista de faixas
- Créditos adaptados do LP Live At The Olympia In Paris, de 1972.[6]

| N.º | Título                                                                                | Compositor(es)                                                                               | Duração |  |
| 1.  | "Consider Yourself / Hello, I Love You / I Gotta Be Me / Consider Yourself (Reprise)" | Lionel Bart / John Densmore, Robby Krieger, Ray Manzarek, Jim Morrison / Walter Marks / Bart | 3:06    |  |
| 2.  | "Everybody's Talkin' / Good Morning Starshine"                                        | Fred Neil / James Rado, Gerome Ragni, Galt MacDermot                                         | 3:29    |  |
| 3.  | "God Bless The Child"                                                                 | Billie Holiday, Arthur Herzog                                                                | 3:20    |  |
| 4.  | "Liza With A 'Z'"                                                                     | Fred Ebb, John Kander                                                                        | 3:46    |  |
| 5.  | "Married / You Better Sit Down Kids"                                                  | Fred Ebb, John Kander / Sonny Bono                                                           | 4:57    |  |
| 6.  | "Nous On S'Aimera"                                                                    | Frank Gerald, Claude Bolling                                                                 | 2:15    |  |
| 7.  | "I Will Wait For You"                                                                 | Norman Gimbel, Michel Legrand                                                                | 3:40    |  |
| 8.  | "There Is A Time (Les Temps)"                                                         | Charles Aznavour, Jeff Davis, Gene Lees                                                      | 2:31    |  |
| 9.  | "My Mammy"                                                                            | Sam M. Lewis, Joe Young, Walter Donaldson                                                    | 3:18    |  |
| 10. | "Everybody Loves My Baby"                                                             | Jack Palmer, Spencer Williams                                                                | 2:23    |  |
| 11. | "Cabaret" (from the Broadway musical 'Cabaret)                                        | Fred Ebb, John Kander                                                                        | 4:29    |  |